# 29647 Poncelet
29647 Poncelet è un asteroide della fascia principale. Scoperto nel 1998, presenta un'orbita caratterizzata da un semiasse maggiore pari a 2,3493300 UA e da un'eccentricità di 0,1606333, inclinata di 2,02766° rispetto all'eclittica.